# Клунний Петро Михайлович
Клу́нний Петро́ Миха́йлович (псевдо Зеньковский летописец (?); 11 (23) січня 1874, Зіньків, Полтавська губернія, Російська імперія — 1953, Гавлічкув-Брод, Чехословаччина) — педагог, поет, публіцист. За першим фахом — фельдшер.

## Біографія

Шмуцтитул брошури «Зеньковского летописца» (ймовірно Петра Клунного)

Народився в селянській сім'ї. Закінчив приходське та 2-класне училище в Зінькові. Після навчання в Полтавській земській фельдшерській школі деякий час працював за фахом — служив земським фельдшером у кількох місцях. У 1898—1901 роках навчався у Глухівському вчительському інституті. Після закінчення вузу викладав у Кременецькому та Гадяцькому училищах. В 1905 році переїжджає до Санкт-Петербурга, де отримує посаду вчителя міської школи. Після успішного складання іспиту на атестат зрілості (при 7-й гімназії) в 1907 році вступає до Санкт-Петербурзького університету. Проте через несприйняття північного клімату переводиться до Харківського університету, юридичний факультет якого закінчив у 1912 році. Пізніше працював у Зінькові. Петро Михайлович Клунний згадується серед учителів 2-го чоловічого чотирикласного міського училища в пам'ять 40-річчя звільнення селян у Петрограді. Брав участь в Українській революції, член Української Центральної Ради 3-го складу. З 1919 року — в еміграції. Навчався на юридичному факультеті Українського вільного університету (1923—1925). В 1924 році захистив докторську дисертацію. Член Українського Правничого Товариства (з 1927 року — скарбник Ради Товариства). У 1927—1928 роках викладав російську мову в чеській гімназії у Празі. Помер у психіатричній лікарні.

## Огляд творчості

Оголошення про друк майбутнього видання Петра Клунного, яке поміщене в якості окремої вкладки до брошури Зеньковского летописца. Даний факт дає підстави припускати, що Петро Клунний і Зеньковский летописец — одна й та ж особа

Творчість Клунного доволі різнопланова. Петро Клунний написав ряд поетичних збірок. Відомий також як автор публіцистичних нарисів. Багато писав на педагогічні теми. Публікувався в багатьох періодичних виданнях, зокрема в «Полтавском голосе», «Волыни», «Фельдшере», «Биржевых ведомостях», «Утре», «Русской школе», «Журнале учащихся», «Трудах Первого всероссийского съезда учителей».
Діяч української еміграції Панас Феденко скептично ставився до творчості Клунного, характеризуючи його як графомана та карикатурного персонажа:
|  | Коли він з'явився в Празі то прийшов до дипломатичної місії Української Народної Республіки і просив у секретаря Ольґерда Бочковського «мішок паперу і відро чорнила». Казав, що буде писати поему та історію України... Близькі земляки, що знали Клунного з дому, оповідали, як він у 1917 році, коли впав царський режим, виступав з промовами на солдатських «мітінгах»: говорив їм про Сократа, Платона, Аристотеля та інших грецьких філософів і доводив слухачів до нудьги і злости: «Брось, говори до діла, як землю ділити», кричали солдати і стягали нещасливого промовця з трибуни. |

|  | Від того часу я роками зустрічав Клунного в бібліотеці чеського університету та в Слов'янській бібліотеці. Мав він при собі мішок з рукописами і горщик з борщем. Він жив на селі під Прагою і приїздив до міста з власними харчами. Писав завзято віршами й прозою. |

Брав активну участь у житті Українського Правничого Товариства. Судячи з опублікованого звіту, Клунний сім раз доповідав на засіданнях (у 1924 і 1927 роках). Теми доповідей були присвячені Вудро Вільсону, Лізі Націй, міжнародним відносинам, еволюції британського колоніалізму, правам бездержавних народів та ін.
Особистий фонд Клунного (19 коробок) зберігається у Літературному архіві Музею національної літератури в Празі. Серед рукописів — статті, літературні твори, документи про діяльність українських наукових товариств у Чехословаччині, друковані видання.

## Твори
Деякі публікації в періодиці видавалися також окремими відбитками.

### Збірки
- Клунный П. Публичные речи: (1896—1916 гг.). — Зеньков: тип. Г. Подземского, 1916.(рос.)
- Систематический сборник ученических переложений и сочинений: Письменные работы по русскому языку учеников и учениц Кременецкого двухклассного городского училища за 1901—1902 учебный год. — Кременец: тип. Л. Д. Шумского, 1902. — XVI, 122 с.(рос.)
- Сборник стихотворений учеников Гадячского четырёхклассного городского училища: Необязательные письменные ученические работы по русскому языку за 1902—1903 учебный год. — Ромен: Изд. составителя, 1903.(рос.)

### Поетичні збірки Клунного
- Клунный П. Вопросы жизни. — Ромен: тип. Б. Ш. Ционсона, 1903.(рос.)
- Клунный П. Поэтическое вдохновенье. — Зеньков: тип. Г. Подземского, 1915.(рос.)

### Нарис
- Клунный П. Гадячские картинки: Очерк из гадячской жизни. — Гадяч: тип. М. М. Хазановича, 1910.(рос.)

### Підручник
- Клунный П. Курс начальной наглядной геометрии. Первые уроки учеников по геометрии (с задачами, чертежами и планами). — СПб, 1906.(рос.)

### Брошури
- Клунный П. Руководство к самостоятельному уложению мыслей(рос.)
- Клунный П. Конспект устного грамматического разбора простого и сложного предложения(рос.)
- Клунный П. Школьные журналы моих учеников: Опыт ученических журналов в четырёхклассном городском училище. — СПб, 1909. — 16с.(рос.)
- Клунный П. К вопросу о преобразовании учительских институтов: По анкетным 1909 г. данным слушателей учительских институтов. — СПб, 1909.(рос.)
- Зеньковский летописец. Общественная самодеятельность при учреждении Зеньковской мужской гимназии (1904—1914 гг.). — Зеньков: тип. Г. Подземского, 1915. — 40 с.(рос.)
- Клунный П. Город Зеньков и его уезд во время великой европейской войны (общественная помощь жертвам войны)[5].
- Клунний П. Життєпис і наукова діяльність заслуженого професора О. Ейхельмана. — Прага, 1926. — 59 с.

### Статті
- Клунный П. Окончившие учительские институты стучатся в закрытую дверь университета // Русская школа. — 1907. — № 3. — С. 107—122.(рос.)
- Клунный П. Право окончивших курс учительских институтов на высшее образование // Русская школа. — 1908. — № 3. — С. 116—139; № 4. — С. 131—142.(рос.)
- Клунный П. Докладная записка общему собранию С.-Петербургского педагогического общества [Додаток до журналу «Справочный листок С.-Петербургского педагогического общества взаимной помощи». — 1908. — № 32].(рос.)
- Клунный П. О школьных журналах и газетах в России. [1908](рос.)
- Клунный П. В ожидании I Всероссийского съезда учителей городских по положению 1872 г. училищ // Русская школа. — 1909. — № 3. — С. 94-101.(рос.)
- Клунный П. О необходимости издания журнала учителей высших и низших школ // Труды Всероссийского съезда учителей городских по положению 1872 г. училищ. СПб., 1910.(рос.)
- Наукова діяльність О. Ейхельмана // Суспільство. — Прага, 1926. — Ч.III-IV. — С.174–177.

### Інші друковані видання (Прага)
- Систематичний каталог творів доктора Петра Клунного
- Український Вільний університет у Празі в світлі критики

### Рукописи (Прага)
- Les sources du droit international positif [стаття](фр.)
- Le droit coutumier dans Le droit international [стаття](фр.)
- Украинская идеология в работах Т. Шевченко [стаття](рос.)
- Петрусь [оповідання]
- Доктор Днтровський [комедія]
- Трагедія доцента [п'єса]